# Rajd Finlandii 2003
Rezultaty Rajdu Finlandii (53rd Neste Rally Finland), eliminacji Rajdowych Mistrzostw Świata w 2003 roku, który odbył się w dniach 7–10 sierpnia. Była to dziewiąta runda czempionatu w tamtym roku i szósta szutrowa oraz czwarta w Junior WRC. Bazą rajdu było miasto Jyväskylä. Zwycięzcami rajdu została estońsko-brytyjska załoga Markko Märtin i Michael Park jadąca Fordem Focusem WRC. Wyprzedzili oni norwesko-brytyjską załogę Pettera Solberga i Phila Millsa w Subaru Imprezie WRC oraz Brytyjczyków Richarda Burnsa i Roberta Reida w Peugeocie 206 WRC. Z kolei zwycięzcami Junior WRC zostali Szwedzi Daniel Carlsson i Mattias Andersson w Suzuki Ignisie S1600.
Rajdu nie ukończyło ośmiu kierowców fabrycznych. Finowie Marcus Grönholm i Harri Rovanperä jadący Peugeotem 206 WRC nie ukończyli rajdu z powodu uszkodzeń auta po wypadkach (Grönholm na 15. oesie, a Rovanperä na 12.). Belg François Duval w Fordzie Focusie WRC odpadł z rywalizacji na 19. oesie z powodu urwanego koła, a jego partner z zespołu Fin Mikko Hirvonen odpadł na 12. oesie na skutek awarii silnika. Inny Fin Jussi Välimäki w Hyundaiu Accencie WRC stracił koło na 19. oesie. Z kolei kierowcy fabrycznej Škody Fabii WRC Francuz Didier Auriol i Fin Toni Gardemeister również nie ukończyli rajdu. Auriol doznał obrażeń na 1. oesie na skutek wypadku, a Gardemeister wycofał się na 15. oesie z powodu awarii silnika. Natomiast Brytyjczyk Colin McRae w Citroënie Xsarze WRC miał wypadek na 19. oesie.

## Klasyfikacja ostateczna (punktujący zawodnicy)
| Miejsce  | Zawodnik            | Pilot                  | Samochód              | Czas      | Strata   | Grupa | Punkty |
| WRC      | WRC                 | WRC                    | WRC                   | WRC       | WRC      | WRC   | WRC    |
| -------- | ------------------- | ---------------------- | --------------------- | --------- | -------- | ----- | ------ |
| 1.       | Markko Märtin       | Michael Park           | Ford Focus WRC        | 3:21:51.7 |          | A8 M  | 10     |
| 2.       | Petter Solberg      | Phil Mills             | Subaru Impreza WRC    | 3:22:50.6 | +58.9    | A8 M  | 8      |
| 3.       | Richard Burns       | Robert Reid            | Peugeot 206 WRC       | 3:22:51.8 | +1:00.1  | A8 M  | 6      |
| 4.       | Carlos Sainz        | Marc Martí             | Citroën Xsara WRC     | 3:23:50.7 | +1:59.0  | A8 M  | 5      |
| 5.       | Sébastien Loeb      | Daniel Elena           | Citroën Xsara WRC     | 3:24:40.4 | +2:48.7  | A8 M  | 4      |
| 6.       | Tommi Mäkinen       | Kaj Lindström          | Subaru Impreza WRC    | 3:25:16.9 | +3:25.2  | A8 M  | 3      |
| 7.       | Janne Tuohino       | Jukka Aho              | Ford Focus WRC        | 3:26:14.6 | +4:22.9  | A8    | 2      |
| 8.       | Sebastian Lindholm  | Timo Hantunen          | Peugeot 206 WRC       | 3:26:31.2 | +4:39.5  | A8    | 1      |
|          |                     |                        |                       |           |          |       |        |
| 10.      | Freddy Loix         | Sven Smeets            | Hyundai Accent WRC3   | 3:30:11.6 | +8:19.9  | A8 M  |        |
|          |                     |                        |                       |           |          |       |        |
| 12.      | Armin Schwarz       | Manfred Hiemer         | Hyundai Accent WRC3   | 3:34:43.2 | +12:51.5 | A8 M  |        |
| JWRC     |                     |                        |                       |           |          |       |        |
| 1. (19.) | Daniel Carlsson     | Mattias Andersson      | Suzuki Ignis S1600    | 3:52:22.9 |          | A6    | 10     |
| 2. (20.) | Brice Tirabassi     | Jacques-Julien Renucci | Renault Clio S1600    | 3:53:19.8 | +56.9    | A6    | 8      |
| 3. (24.) | Guy Wilks           | Phil Pugh              | Ford Puma S1600       | 3:58:05.9 | +5:43.0  | A6    | 6      |
| 4. (25.) | Urmo Aava           | Kuldar Sikk            | Suzuki Ignis S1600    | 4:01:04.6 | +8:41.7  | A6    | 5      |
| 5. (26.) | Salvador Cañellas   | Xavier Amigo           | Suzuki Ignis S1600    | 4:01:09.8 | +8:46.9  | A6    | 4      |
| 6. (27.) | Alessandro Broccoli | Simona Girelli         | Opel Corsa S1600      | 4:03:31.3 | +11:08.4 | A6    | 3      |
| 7. (30.) | Marcos Ligato       | Ruben Garcia           | Fiat Punto S1600      | 4:09:29.5 | +17:06.6 | A6    | 2      |
| 8. (33.) | Oscar Svedlund      | Björn Nilsson          | Volkswagen Polo S1600 | 4:12:50.9 | +20:28.0 | A6    | 1      |

1. ↑  Litera M przy oznaczeniu grupy do której należy samochód oznacza, iż tylko ci kierowcy zdobywali punkty dla swoich zespołów liczonych w klasyfikacji producentów na koniec sezonu.

## Zwycięzcy odcinków specjalnych
| Dzień      | Odcinek | G. rozp. | Nazwa          | Długość  | Zwycięzca                     | Czas    | Lider rajdu     |
| ---------- | ------- | -------- | -------------- | -------- | ----------------------------- | ------- | --------------- |
| 1 (7 SIE)  | SS1     | 18:35    | Killeri 1      | 2.06 km  | Markko Märtin                 | 1:18.6  | Markko Märtin   |
| 2 (8 SIE)  | SS2     | 09:00    | Jukojarvi 1    | 22.31 km | Marcus Grönholm Markko Märtin | 10:50.8 | Markko Märtin   |
| 2 (8 SIE)  | SS3     | 09:31    | Kruununpera 1  | 20.17 km | Markko Märtin                 | 9:12.4  | Markko Märtin   |
| 2 (8 SIE)  | SS4     | 11:48    | Valkola        | 8.42 km  | Marcus Grönholm               | 4:25.4  | Markko Märtin   |
| 2 (8 SIE)  | SS5     | 12:31    | Lankamaa       | 23.47 km | Marcus Grönholm               | 11:26.0 | Marcus Grönholm |
| 2 (8 SIE)  | SS6     | 13:22    | Laukaa         | 11.82 km | Markko Märtin                 | 5:46.1  | Marcus Grönholm |
| 2 (8 SIE)  | SS7     | 14:20    | Ruuhimaki      | 7.57 km  | Richard Burns                 | 4:03.4  | Marcus Grönholm |
| 2 (8 SIE)  | SS8     | 16:37    | Jukojarvi 2    | 22.31 km | Markko Märtin                 | 10:40.1 | Marcus Grönholm |
| 2 (8 SIE)  | SS9     | 17:08    | Kruununpera 2  | 20.17 km | Markko Märtin                 | 9:03.0  | Markko Märtin   |
| 2 (8 SIE)  | SS10    | 19:50    | Killeri 2      | 2.06 km  | Marcus Grönholm               | 1:19.1  | Markko Märtin   |
| 3 (8 SIE)  | SS11    | 08:04    | Paijala        | 21.95 km | Marcus Grönholm               | 11:21.4 | Markko Märtin   |
| 3 (8 SIE)  | SS12    | 08:39    | Ouninpohja 1   | 33.24 km | Marcus Grönholm               | 15:31.0 | Marcus Grönholm |
| 3 (8 SIE)  | SS13    | 11:29    | Urria          | 10.00 km | Richard Burns                 | 4:48.4  | Marcus Grönholm |
| 3 (8 SIE)  | SS14    | 12:47    | Ouninpohja 2   | 33.24 km | Colin McRae                   | 15:25.1 | Markko Märtin   |
| 3 (8 SIE)  | SS15    | 13:50    | Ehikki         | 14.91 km | Richard Burns                 | 6:52.6  | Markko Märtin   |
| 3 (8 SIE)  | SS16    | 16:18    | Moksi – Leustu | 40.96 km | Markko Märtin                 | 20:39.2 | Markko Märtin   |
| 3 (8 SIE)  | SS17    | 17:30    | Himos          | 13.62 km | Petter Solberg                | 7:30.1  | Markko Märtin   |
| 4 (10 SIE) | SS18    | 08:56    | Parkkola 1     | 19.88 km | Markko Märtin                 | 9:53.0  | Markko Märtin   |
| 4 (10 SIE) | SS19    | 09:56    | Mokkipera 1    | 13.96 km | Richard Burns                 | 6:56.0  | Markko Märtin   |
| 4 (10 SIE) | SS20    | 10:30    | Palsankyla     | 25.46 km | Richard Burns                 | 13:31.2 | Markko Märtin   |
| 4 (10 SIE) | SS21    | 12:38    | Kuohu          | 7.76 km  | Richard Burns                 | 3:45.3  | Markko Märtin   |
| 4 (10 SIE) | SS22    | 13:05    | Parkkola 2     | 19.88 km | Petter Solberg                | 9:39.7  | Markko Märtin   |
| 4 (10 SIE) | SS23    | 14:05    | Mokkipera 2    | 13.96 km | Petter Solberg                | 6:47.8  | Markko Märtin   |

## Klasyfikacja po 9 rundach
Tabele przedstawiają tylko pięć pierwszych miejsc.

### Kierowcy
| Lp. | Kierowca        | Pkt |
| --- | --------------- | --- |
| 1   | Richard Burns   | 49  |
| 2   | Carlos Sainz    | 44  |
| 3   | Marcus Grönholm | 38  |
| 4   | Petter Solberg  | 38  |
| 5   | Sébastien Loeb  | 37  |

### Producenci
| Lp. | Producent              | Pkt |
| --- | ---------------------- | --- |
| 1   | Marlboro Peugeot Total | 101 |
| 2   | Citroën Total          | 97  |
| 3   | Ford Rallye Sport      | 60  |
| 4   | 555 Subaru WRT         | 60  |
| 5   | Škoda Motorsport       | 20  |